# 대규모 사철
대규모 사철(大手私鉄 오테시테쓰[*])은 일본의 민영 철도 사업자(사철) 중 규모가 큰 사업자를 말한다. 2004년 기준으로 일본민영철도협회에서는 다음의 16개 사업자를 대규모 사철로 정의하고 있다. 여기서 JR의 계열사들은 일본국유철도 출신이므로 기술하지 않는다. 그들은 수도권 및 각 대도시권내부 지역간의 교통을 담당하고 있으며 도시철도와 같은 특징을 갖고 있다.
- 게이세이 전철
- 게이오 전철
- 게이한 전기 철도
- 게이힌 급행 전철 (게이큐)
- 긴키 닛폰 철도 (긴테쓰)
- 나고야 철도 (메이테쓰)
- 난카이 전기 철도
- 도쿄 급행 전철 (도큐)
- 도부 철도
- 도쿄 지하철 (도쿄 메트로)
- 사가미 철도 (소테츠)
- 서일본 철도 (니시테쓰)
- 세이부 철도
- 오다큐 전철
- 한신 전기 철도
- 한큐 전철

## 같이 보기
- 일본의 철도 회사 목록